# Willem van der Kroft
Willem van der Kroft, né le 16 août 1916 et mort le 21 mars 2001, est un kayakiste néerlandais pratiquant la course en ligne.

## Palmarès

### Jeux olympiques (course en ligne)
- 1936 à Berlin
  -  Médaille de bronze en K-2 1 000 m [1]